# Пип (Южный Парк)
Пип (англ. Pip), также известен под названием Большие надежды (англ. Great Expectations) — эпизод 405 (№ 62) сериала «Южный Парк», премьера которого состоялась 29 ноября 2000 года. Эпизод посвящён роману Чарльза Диккенса «Большие надежды», главный герой которого послужил прототипом для Пипа — одного из персонажей сериала.

## Сюжет
Эпизод начинается с рассуждений «типичного англичанина» (сыгранного Малькольмом Макдауэллом) об английской литературе. Он говорит о Диккенсе и сообщает, что Пип, который «многие годы был одним из самых ярких персонажей американского сериала „Южный парк“», является главным героем романа Диккенса «Большие надежды». В дальнейшем «типичный англичанин» выступает в роли рассказчика.
Далее начинается анимированная часть эпизода. Пип спешит на кладбище, чтобы навестить могилу своих родителей. Там он встречает беглого каторжника, который начинает ему угрожать. Не испугавшись угроз, Пип помогает каторжнику освободиться от кандалов (он знает, как это сделать, так как является учеником кузнеца), а затем отдаёт ему свой бутерброд.
Освободив каторжника, Пип возвращается домой, к своей сестре и её мужу — кузнецу по имени Джо.
Сестра Пипа очень груба и постоянно оскорбляет мужа. Джо, добродушный, но не очень умный, в ответ на жалобы своей жены, которая говорит, что умирает от голода, выковывает апельсин из железа. После этого он выковывает газету, в которой обнаруживает объявление мисс Хэвишем, богатейшей жительницы города. Мисс Хэвишем ищет товарища для игр для своей дочери, которому обещает платить 20 соверенов в день.
Пип отправляется к мисс Хэвишем, чтобы устроиться на работу. У ворот её дома он встречает Эстеллу, дочь мисс Хэвишем, которая отводит Пипа к своей матери, при этом постоянно его оскорбляя. Мисс Хэвишем, одетая в подвенечное платье, сидит в тёмной, мрачной комнате. Увидев Пипа, она спрашивает у него: «Не боишься ли ты смотреть на женщину, которая не видела солнца вот уже двадцать лет?», на что Пип отвечает: «О нет, что Вы! В эти дни довольно часто можно столкнуться с теми, кто не видел солнца вот уже двадцать лет!». Затем она просит Эстеллу сыграть с Пипом. Эстела отказывается, заявляя, что Пип — простолюдин, однако, узнав, что сможет разбить ему сердце, предлагает сыграть в «стукни молодого юношу по голове большим поленом». Однако, к удивлению Эстеллы и её матери, Пип заявляет, что сестра научила его этой игре, и они постоянно в неё играют.
Мисс Хэвишем спрашивает у Пипа, что он думает о её дочери. Он находит её очень красивой, хотя она очень «любит оскорблять». Поняв, что ему понравилась Эстелла, мисс Хэвишем просит его прийти на следующей неделе.
Постепенно Пип влюбляется в Эстеллу, а она начинает относиться к нему с большей симпатией. Гуляя по саду, она позволяет Пипу поцеловать её. После этого они натыкаются на мальчика, купающегося в фонтане. Эстелла говорит, что это другой её товарищ для игр, что удивляет Пипа. В это время мисс Хэвишем, наблюдающая за ними из окна, радуется тому, что Эстелла «разобьёт его жалкое сердце на миллион маленьких кусочков».
Пип всё больше влюбляется в Эстеллу, однако понимает, что она никогда не полюбит простого ученика кузнеца. Он разговаривает об этом с Джо, когда к ним в дом приходит адвокат из Лондона, который сообщает, что его клиент, пожелавший остаться анонимным, хочет обеспечить Пипа «блистательным будущим», для чего он должен отправиться в Лондон и стать джентльменом. Адвокат даёт Пипу на дорогу 20 фунтов, после чего уезжает. Пип подозревает, что анонимный благодетель — это мисс Хэвишем, и радуется тому, что сбылись его большие надежды.
В Лондоне он поселяется в комнате вместе с Покетом — мальчиком, которого он видел купающимся в фонтане в саду мисс Хэвишем. Пип сообщает, что мисс Хэвишем оплатила его обучение в Лондоне, чтобы он стал джентльменом, на что Покет заявляет, что она «совершеннейшим образом спятила». За ужином он рассказывает Пипу её историю. Он говорит о том, что мисс Хэвишем была влюблена и собиралась под венец, но в день свадьбы получила письмо от своего жениха, в котором он сообщал, что бросает её. После этого она остановила все часы в доме и больше не выходила на солнце.
Став джентльменом, Пип решает посетить дом мисс Хэвишем, чтобы встретиться с Эстеллой. Мисс Хэвишем говорит о том, что Эстелла училась в школе и стала там настоящей леди. Она сообщает, что Пип сможет встретиться с Эстеллой в пятницу на балу, который устраивают при дворе. Мисс Хэвишем призывает его любить Эстелу, а когда он уходит, говорит о том, что его сердце будет разбито.
Пип отправляется на бал, «который устраивал король Британии Тони Блэр», чтобы воплотить свои большие надежды и официально попросить Эстеллу стать его девушкой. Во время танца Эстелла говорит ему, что у неё нет сердца, способного любить. Во время разговора к ним подходит молодой человек по имени Стив, который заявляет, что им пора уходить. Эстела сообщает, что Стиву семнадцать и у него есть машина. На вопрос Пипа, нравится ли ей Стив, она отвечает, что так полагается, ведь он её парень. Это приводит Пипа в недоумение; ему казалось, он сделал всё, чтобы понравиться Эстеле, однако Эстелла говорит, что иногда так бывает, ведь Стиву семнадцать и у него есть машина.
Расстроенный Пип отправляется к мисс Хэвишем, однако в её доме он застаёт Эстеллу и Стива. Пип не понимает, зачем мисс Хэвишем сделала из него джентльмена, на что та замечает, что не всё и не всегда то, чем кажется. Радуясь тому, что сердце Пипа разбито, она просит рассказать его о своих чувствах. Стив, понявший, что его использовали, возмущается, что приводит мисс Хэвишем в ещё большее воодушевление.
Она заявляет, что ей нужны слёзы страдающих мужчин для её «механизма рождения», который позволит её душе слиться с душой Эстеллы, и ещё век разбивать мужские сердца. После этого она велит Эстелле встать на платформу, а на Пипа напускает механических мартышек.
Пип в ужасе выбегает из поместья Хэвишем и падает рядом с воротами. Он приходит в сознание в хижине Джо. Рядом с ним стоят Покет, Джо и незнакомец, в котором Пип опознаёт сбежавшего каторжника. Пип узнаёт, что после их последней встречи каторжник перебрался в Уэльс, где взялся за ум и разбогател. Именно он отправил Пипа в Лондон, выражая таким образом свою благодарность, ведь только Пип отнёсся к нему по-человечески. Услышав это, Пип говорит: «Сегодня я многое понял: быть джентльменом — это не только уметь танцевать и вести себя за столом, это значит быть джентльменом по отношению ко всем». После этого он призывает «надрать задницу» мисс Хэвишем.
Когда они приходят в поместье, выясняется, что мисс Хэвишем уже запустила свой механизм. Джо начинает сражаться с механическими обезьянами, каторжник бросается на мисс Хэвишем, однако она убивает его, плюнув ему в лицо кислотой. В это время Покет пытается успокоить тех, кому Эстелла разбила сердце, так как их слёзы являются топливом для машины рождения. Он отвлекает их внимание, прося их подумать о приятных вещах, таких как панды или собирание марок. Однако в любой из предложенных тем они видят тёмную, печальную сторону. Так, думая о пандах, они вспоминают что панды — вымирающий вид, а, когда разговор заходит о марках, один из ухажёров вспоминает, что его отец умер от несчастного случая с марками.
Пип уговаривает Эстеллу покинуть машину. Он говорит ей, что у неё есть сердце. В доказательство этого он достаёт из мешка кролика и говорит, что бессердечный человек запросто сломал бы ему шею. После его слов Эстелла убивает кролика; тогда Пип достаёт из мешка следующего кролика, которого она тоже убивает. Так продолжается до тех пор, пока Пип не достаёт двадцать шестого кролика. Увидев очередного кролика, Эстелла заявляет что не хочет его убивать, так как не видит в этом смысла. Пип заявляет, что у Эстеллы всё-таки есть сердце, раз она сохранила кролику жизнь. Эстелла просит отдать ей кролика, чтобы проверить слова Пипа, однако он отказывается, и, говоря, что она выкупила свою жизнь, помогает ей покинуть механизм.
Из-за этого начавшийся процесс объединения душ прерывается, машина рождения ломается, а мисс Хэвишем заживо сгорает. Джо, Покет, Пип, Эстелла и мужчины с разбитыми сердцами покидают поместье. Эстелла, наконец, признаётся Пипу в любви, а Покет просит вернуть ему его крольчат.
Эпизод заканчивается тем, что «типичный англичанин» захлопывает том Диккенса, лежащий у него на коленях, и сообщает: «И жили они долго и счастливо. Все, кроме Покета — он умер от гепатита B».

## Факты
- В этой серии отсутствует традиционная заставка, а в финальных титрах используется отличный от обычного в этом сериале шрифт.
- Последняя значительная роль Пипа; после этой серии он выступает только как фоновый персонаж.
- В этой серии также подтверждается, что родители Пипа умерли — он приходит на их могилу в начале серии.
- В конце эпизода вместо Кайла, которого здесь нет, мораль подводит сам Пип, стандартными словами «Сегодня я многое понял».
- В конце эпизода вместо Кенни, которого здесь нет, умирает Покет.
- В конце эпизода мисс Хэвишем сгорает сидя на стуле — огонь получается вследствие короткого замыкания.